# أليكسيس فلوريس
ألكسيس فلوريس (بالإسبانية: Alexis Flores)‏ (18 يوليو 1975)، هو هارب هندوراسي مطلوب من قبل مكتب التحقيقات الفيدرالي بتهمه اختطاف واغتصاب وقتل إريانا ديجيسوس البالغة من العمر خمس سنوات في فيلادلفيا بولاية بنسلفانيا في عام 2000. تم وضع اسم فلوريس ضمن قائمة العشرة الأكثر طلبا لمكتب التحقيقات الفدرالي.